# Parachiton africanus
Parachiton africanus är en blötdjursart som först beskrevs av Hugo Frederik Nierstrasz 1906.  Parachiton africanus ingår i släktet Parachiton och familjen Leptochitonidae. Inga underarter finns listade i Catalogue of Life.